# Detsl
Kirill Aleksandrovich Tolmatsky (Moscú, 22 de julio de 1983-Izhevsk, 3 de febrero de 2019), más conocido por su nombre artístico Detsl (en ruso: Децл), fue un artista de hip hop y se le considera como uno de los pioneros del rap en Rusia. Uno de los raperos rusos más populares del momento, Egor Kreed, calificó al fallecido artista de "una leyenda".

## Primeros años
Se graduó en Suiza y en la Escuela Internacional Británica en Moscú.  
Detsl es un seudónimo que Kirill Tolmatsky obtuvo por su pequeña estatura.
Hizo su debut en la escena del rap ruso en 1999 y un año después, en el año 2000, Detsl publicó su primer álbum "Kto? ty" (¿Quién? Tú) llegando a vender más de un millón de copias del disco. En 2001 lanzó su segundo álbum, Street Fighter.  
Después de trabajar durante tres años, Detsl lanzó Le Truk, su tercer disco, en 2004, lo que indica que cambió su nombre artístico a Le Truk. El cuarto álbum de Detsl, MosVegas 2012, fue lanzado en enero de 2008. 
Tolmatsky murió el 3 de febrero de 2019 tras un concierto en la ciudad de Izhevsk, cerca de los Urales, después de un ataque al corazón. 

## Discografía
| Título original          | Título transliterado       | Traducción                          | Año de lanzamiento |
| ------------------------ | -------------------------- | ----------------------------------- | ------------------ |
| Кто ты?                  | Kto ty?                    | ¿Quién eres tú?                     | 2000               |
| Уличный боец             | Ulichny Boyets             | Luchador callejero                  | 2001               |
| Le Truk                  | ---                        | ---                                 | 2004               |
| MosVegas 2012            | ---                        | ---                                 | 2008               |
| Здесь и сейчас           | Zdes i seychas             | Aquí y ahora                        | 2010               |
| Dancehall Mania          | ---                        | ---                                 | 2014               |
| MXXXIII (10:33)          | ---                        | ---                                 | 2014               |
| Favela Funk EP           | ---                        | ---                                 | 2016               |
| Не важно, кто там у руля | Ne vazhno, kto tam u rulya | No importa quién esté allí al mando | 2018               |